# Rotfläcksdvärgmal
Rotfläcksdvärgmal (Stigmella basiguttella) är en fjärilsart som först beskrevs av Hermann von Heinemann 1862.  Rotfläcksdvärgmal ingår i släktet Stigmella, och familjen dvärgmalar. Enligt den finländska rödlistan är arten starkt hotad i Finland. Arten är reproducerande i Sverige. Artens livsmiljö är friska och torra lundar.